# フッ化銀(I)
フッ化銀(I) （フッかぎん、silver(I) fluoride）は銀とフッ素の化合物である。赤褐色の固体であるが、湿った空気に晒すことで黒色に変化する。融点は435℃。他のハロゲン化銀とは異なり、水に非常に溶けやすく（水1Lに対して1.8kg以上）、アセトニトリルにもいくらか溶ける。炭酸銀とフッ化水素酸から作られる。
{\displaystyle {\ce {{Ag2CO3}+ 2HF -> {2AgF}+ CO2 + H2O}}}
フッ化銀(I) は、多重結合に対してフッ素を付加させる際に広く用いられている。たとえば、フッ素で置換されたアルケン
に対してアセトニトリル中でフッ化銀(I)を作用させると、有機銀誘導体が得られる。
{\displaystyle {\ce {{R_{F}CF=CF2}+AgF->R_{F}CF(CF3)Ag}}}
1価以外のフッ化銀も存在する（記事 フッ化銀 を参照のこと）。